# رويس ويغينس
رويس ويغينس (بالإنجليزية: Rhoys Wiggins)‏ (4 نوفمبر 1987 بلندن في المملكة المتحدة - ) هو لاعب كرة قدم بريطاني في مركز الدفاع. شارك مع منتخب ويلز تحت 17 سنة لكرة القدم ومنتخب ويلز تحت 19 سنة لكرة القدم ومنتخب ويلز تحت 21 سنة لكرة القدم. أما مع النوادي، فقد لعب مع تشارلتون أثلتيك وشيفيلد وينزداي وكريستال بالاس ونادي بورنموث ونورويتش سيتي.

## وصلات خارجية
- رويس ويغينس على موقع قاعدة بيانات كرة القدم.إي يو (الإنجليزية)
- رويس ويغينس على موقع Soccerbase.com (لاعب) (الإنجليزية)
- رويس ويغينس على موقع AS.com (الإسبانية)